# Muhammad Fadil al-Dżamali
Muhammad Fadil al-Dżamali (ar.محمد فاضل الجمالي ; ur. 20 kwietnia 1903 w Kazimii, zm. 24 maja 1997 w Tunisie) – iracki polityk, premier Iraku w latach 1953-1954.

## Życiorys
Był szyitą. Ukończył w Bagdadzie studia przygotowujące do pracy w charakterze nauczyciela w szkole podstawowej. Następnie dzięki rządowemu stypendium kontynuował naukę na Uniwersytecie Amerykańskim w Bejrucie. Następnie na krótko wrócił do Bagdadu i wykładał na uczelni, którą sam ukończył, by wyjechać później do Stanów Zjednoczonych. Ukończył studia magisterskie na Columbia University, po czym wrócił do Iraku i w 1932 został zatrudniony w ministerstwie oświaty, gdzie pracował przez dziesięć lat. Od 1936 do 1947 wykładał ponadto pedagogikę w kolegium kształcenia nauczycieli w Bagdadzie.
W 1945 został po raz pierwszy powołany na stanowisko ministra spraw zagranicznych Iraku, które sprawował nieprzerwanie przez trzy lata. Jako przedstawiciel Iraku podpisał Kartę Narodów Zjednoczonych. Uczestniczył również w negocjacjach z Wielką Brytanią prowadzonych przez rząd Saliha Dżabra, zakończonych opracowaniem traktatu z Portsmouth; został on ostatecznie odrzucony przez stronę iracką pod wpływem protestów społecznych (tzw. Wasba - Zryw). W 1949 ponownie został ministrem spraw zagranicznych; równocześnie od 1947 do 1958 pozostawał zwierzchnikiem irackiej reprezentacji przy ONZ, w 1950 był także ambasadorem Iraku w Egipcie. Ministrem spraw zagranicznych był mianowany jeszcze dwukrotnie - w 1952 w rządzie Mustafy al-Umariego oraz w tym samym roku w gabinecie Nur ad-Dina Mahmuda. Sympatyzował z ideą umiarkowanej reformy politycznej w kraju i opowiadał się za proamerykańską polityką zagraniczną. Założona przez niego partia otrzymywała ze Stanów Zjednoczonych pomoc finansową, co w 1953 pozwoliło jej zdobyć w irackim parlamencie 40 mandatów.

### Premier Iraku
17 września 1953 król Iraku Fajsal II powierzył mu misję utworzenia nowego rządu. Al-Dżamali powołał do niego głównie młodych urzędników, w tym osoby, które już wcześniej występowały z projektami reformy rolnej, zabezpieczeń społecznych oraz organizacji samego rządu. Al-Dżamali zamierzał również dążyć do usprawnienia struktur państwowych i zwiększenia ich autorytetu. Ponad połowa ministrów była szyitami, zaś resort spraw wewnętrznych objął Kurd Sa’id Kazzaz. Stąd nowy gabinet został przyjęty pozytywnie, jako zapowiedź zmian w kraju i lepszej reprezentacji całego społeczeństwa (dotąd w elicie politycznej dominowali sunnici). Poparł go również wpływowy Nuri as-Sa’id, który uważał, że al-Dżamali będzie sprzyjał rozwojowi kraju, powstrzymywaniu rozwoju Irackiej Partii Komunistycznej, jak również odbierze szyicki elektorat jego rywalowi Salihowi Dżabrowi.
Jeszcze we wrześniu 1953 rząd al-Dżamalego zniósł cenzurę prasy i zakończył stan wyjątkowy w kraju (wprowadzony rok wcześniej), znosząc ograniczenia w działalności partii politycznych. Nadal jednak szczególnie kontrolował Iracką Partię Komunistyczną i związki zawodowe. Gdy w Basrze wybuchł strajk robotników naftowych, w prowincji wprowadzony został stan wyjątkowy. W grudniu 1953 premier przedstawił dalsze projekty działań, w tym umiarkowane reformy systemu opodatkowania oraz ograniczoną reformę rolną. Nawet te plany zostały oprotestowane przez posiadaczy ziemskich i gabinet utrzymał się tylko dzięki poparciu Nuriego as-Sa’ida i jego partii. Z jeszcze większym sprzeciwem spotkał się plan reformy administracyjnej, która oznaczałaby rozbicie tradycyjnych sieci klientelizmu utrzymujących się od początku istnienia państwa irackiego. W oczach wpływowych sunnitów reforma oznaczałaby także konieczność podzielenia się stanowiskami z szyitami. Równocześnie rząd al-Dżamalego pracował nad powołaniem do życia antykomunistycznego sojuszu Iraku z Turcją i Pakistanem, co ogłosił do wiadomości publicznej w lutym 1954.
Wiosną 1954 wielcy właściciele ziemscy (także szyici) otwarcie wystąpili przeciwko projektom al-Dżamalego w zakresie zmian na wsi, opór przeciwko reformie pojawił się także w administracji państwowej. Część współpracowników premiera, rozczarowanych niemożliwością wdrażania jakichkolwiek zmian, opuściła gabinet. W kraju doszło również do protestów przeciwko planom zaangażowania się Iraku w antykomunistyczny pakt. 7 marca al-Dżamali podał się do dymisji, jednak Nuri as-Sa’id przekonał go, by zmienił zdanie. Rząd został jedynie zrekonstruowany, weszło do niego trzech polityków wskazanych przez Nuriego as-Sa’ida. Ostatecznie jednak miesiąc później polityk ten zrezygnował z popierania al-Dżamalego. W kwietniu 1954 premier podał się do dymisji podczas kolejnych protestów. Ich przyczyną było niezadowolenie z postawy rządu, który podczas wielkiej powodzi w Iraku zajmował się nie problemami obywateli, a dalszymi negocjacjami z amerykańską misją wojskową w sprawie antykomunistycznego zaangażowania państwa. Jego następcą został konserwatywny Arszad al-Umari, który zarzucił plany jakichkolwiek reform.

### Dalsze losy
Al-Dżamali, odchodząc z urzędu, był politykiem wyjątkowo niepopularnym i został praktycznie wyeliminowany z elity władzy. Po rewolucji 1958 r. został postawiony przed Trybunałem Rewolucyjnym i skazany na śmierć, wyroku jednak nie wykonano; były premier spędził w więzieniu trzy lata. Po zwolnieniu w lipcu 1961 wyjechał do Tunezji i został wykładowcą uniwersytetu w Tunisie, uzyskał obywatelstwo tunezyjskie.